# Rafael Merry del Val y Zulueta
Služebník Boží Rafael kardinál Merry del Val y Zulueta (10. října 1865, Londýn – 26. února 1930, Řím) byl španělský římskokatolický kněz, kardinál, který byl v letech 1903–1914 státním sekretářem Vatikánu a od roku 1914 až do své smrti sekretářem (dnes: prefektem) Svatého Oficia (dnešní Dikasterium pro nauku víry).

## Život
Narodil se v roce 1865 v Londýně. Od dětství si přál být knězem. Jeho kanonizační kauza započala v roce 1953.